# Grandfalls, Texas
Grandfalls là một thị trấn thuộc quận Ward, tiểu bang Texas, Hoa Kỳ. Năm 2010, dân số của thị trấn này là 360 người.

## Dân số
- Dân số năm 2000: 391 người.
- Dân số năm 2010: 360 người.